# Battaglia di Villersexel
La battaglia di Villersexel fu combattuta nel contesto della guerra franco-prussiana: successivamente alla sconfitta di Metz del 14-19 agosto, la capitolazione di Napoleone III  a Sedan, il 2 settembre, e l'inizio dell'assedio di Parigi (19 settembre 1870 - 20 gennaio 1871) la nuova repubblica francese concepì una serie di azioni per alleggerire la pressione sulla capitale.
L'ultima e la più ambiziosa di tali azioni fu rappresentata dalla spedizione dalla prima Armata della Loira, ribattezzata armata dell'est, guidata dal generale Charles Denis Bourbaki: essa mirava a liberare dall'assedio Parigi, prendendo a tergo le truppe nemiche, attraverso un vasto movimento strategico da Bourges all'Alsazia passando dalla fortezza assediata di Belfort.

## Battaglia
Il movimento delle truppe ebbe inizio il 3 gennaio 1871, con una forza male equipaggiata e peggio rifornita, in un clima particolarmente ostile (nella successiva notte del 9 gennaio la temperatura scese sino a 18° sotto zero). Il 4 gennaio la divisione del comandante francese Cremer ricevette l'ordine di marciare su Vesoul, salvo poi correggere la direzione direttamente su Belfort.
Le linee di difesa prussiane si presentavano eccessivamente estese (circa 40 km dalla frontiera svizzera sino a Vesoul), avendo il generale prussiano August von Werder (al comando del XIV corpo) appreso dell'azione francese con un ritardo determinante: quando l'8 gennaio le armate francese e germanica si incontrano a 20 km da Villersexel, i francesi erano sei volte più numerosi. Il 9 gennaio alle dieci del mattino i francesi diedero l'assalto alla cittadina. Il combattimento, che si sarebbe prolungato per le successive 12 ore, fu particolarmente sanguinoso (andò a fuoco anche il castello della città). La città fu conquistata al nemico da parte dei due schieramenti diverse volte, sino all'ultima occupazione francese.
Nottetempo i prussiani ed i loro alleati si ritirano su Lure, a nord, raggiungendo le truppe impegnate nel blocco di Belfort, sotto il comando del generale Von Werder. La ritirata si svolse sotto l'attacco delle colonne del generale Cremer, che inflisse al nemico più di 1000 perdite.
Villersexel schiuse all'armata francese la via per la successiva avanzata verso Belfort, ma le condizioni meteorologiche e le generali carenze logistiche costrinsero il Bourbaki ad una marcia assai lenta, contribuendo, in misura determinante, alla sconfitta di Belfort il 16 gennaio successivo, quando Werder, costruita una linea difensiva lungo la Lisaine per impedire il passaggio per Belfort, inflisse un duro colpo ai francesi costringendoli alla fuga.